# Дудковка (Днепропетровская область)
Дудковка (укр. Дудківка) — село,
Ждановский сельский совет,
Магдалиновский район,
Днепропетровская область,
Украина.
Код КОАТУУ — 1222382504. Население по переписи 2001 года составляло 204 человека.

## Географическое положение
Село Дудковка находится на расстоянии до 3-х км от сёл Ждановка, Деконка, Крамарка и Марьевка.
По селу протекает пересыхающий ручей с запрудой.